# Eberhard Christian von Heigelin
Eberhard Christian Heigelin, ab 1836 von Heigelin, (* 16. März 1789 in Stuttgart; † 8. Juni 1857 ebenda) war ein württembergischer Oberamtmann.

## Leben und Beruf
Eberhard Christian Heigelin war der Sohn eines Bürgermeisters. Nach dem Besuch des Gymnasiums in Stuttgart studierte er ab 1807 an der Eberhard-Karls-Universität Tübingen Rechtswissenschaft. Er war das 4. Mitglied der (Nieder)Schwäbischen Landsmannschaft – Corps Suevia (I) (Inferior), die am 7. Januar 1807 gestiftet worden war. Seine berufliche Laufbahn begann Heigelin 1812 als zweiter Landvogteiaktuar bei der Landvogtei Rotenberg. Zugleich war er Advokat beim Obertribunal in Stuttgart. Von 1817 bis 1819 war er Verweser vom Oberamt Marbach, von 1819 bis 1826 dann Oberamtmann beim Oberamt Leonberg. 1826 wechselte er als Regierungsrat zur Regierung des Schwarzwaldkreises in Reutlingen und im selben Jahr als Assessor zum Ministerium des Innern in Stuttgart. Von 1828 bis 1831 leitete er das Oberamt Schorndorf. Zum Abschluss seiner beruflichen Laufbahn war er von 1831 bis 1852 Amtsoberamtmann vom Amtsoberamt Stuttgart. Wegen eines Augenleidens wurde er 1852 in den Ruhestand versetzt. Eberhard Christian von Heigelin war Mitglied der Zentralleitung des Wohltätigkeitsvereins und Begründer und Förderer der Wilhelmspflege in Plieningen. Das Frauenstift in Kirchheim förderte er ebenfalls.

## Ehrung, Nobilitierung
1836 erhielt er das Ritterkreuz des Ordens der württembergischen Krone, welches mit dem persönlichen Adelstitel (Nobilitierung) verbunden war.